# Can Joan Escaler
Can Joan Escaler és una casa d'Amer (Selva) inclosa a l'Inventari del Patrimoni Arquitectònic de Catalunya.

## Descripció
Edifici entre mitgeres de tres plantes i coberta de doble vessant a façana situada al costat dret del carrer Migdia. La façana és arrebossada i pintada de color rosat clar.
La planta baixa consta d'un sòcol d'arrebossat granellut i pintat de color gris i una porta d'accés emmarcada de pedra sorrenca amb llinda monolítica.
El primer pis conté una finestra petita d'obra d'arrebossat i rajola i una gran finestra, adaptada a balcó no emergent. Aquesta finestra està emmarcada de grans blocs, escairats i motllurats, de pedra sorrenca i té una petita coberta amb teuladet de rajola plana i ràfec d'una filera de rajola pintada.
El segon pis presenta dues finestres d'obra, una rectangular i l'altra amb forma d'arc rebaixat i el ràfec, emergent uns 50 cm, està suportat per 12 caps de biga de fusta.

## Història
Casa originaria del segle xviii i amb reformes durant els segles XIX i XX.
Segons la fitxa de 1985, aquesta casa fou cremada durant la Guerra del Francés, i és propietat de la família Cullell (Joan Cullell Font).